# Carl Braun
Carl August Braun (Brooklyn, 25 de setembro de 1927 – Stuart, 10 de fevereiro de 2010) foi um jogador e treinador de basquetebol profissional norte-americano. Ele iniciou sua carreira na Universidade Colgate, onde também praticava beisebol.
Um dos principais defensores da década de 1950, Braun disputou 13 temporadas na NBA, todas com o New York Knicks, exceto a última, em 1961-62, que foi com o Boston Celtics, tendo encerrado a sua carreira neste mesmo ano. Braun jogou em cinco All-Stars e marcou 10.625 pontos em sua carreira. Foi jogador-treinador do do Knicks em 1960 e 1961, terminando com uma sequência de 40-87.